# Makrokosmos
Makrokosmos („große Welt“, von griechisch makrós „groß“ und kósmos „Welt“, lateinisch macrocosmus oder maior mundus) ist der Gegenbegriff zu Mikrokosmos („kleine Welt“). Man versteht darunter die Welt als Ganzes, insoweit sie unter einem philosophischen oder religiösen Gesichtspunkt als geordnete, in sich geschlossene Einheit – als Kosmos bzw. Weltordnung – aufgefasst wird. Der „Mikrokosmos“ ist dann ein abgegrenzter Teil des Makrokosmos, der zum Ganzen in einem bestimmten Verhältnis steht, etwa in einer Ähnlichkeits- oder Analogiebeziehung. 
In zahlreichen religiösen oder philosophischen Lehren wird der Mikrokosmos als Abbild des Makrokosmos betrachtet. Solche Theorien fußen gewöhnlich auf der Annahme, dass die „kleine Welt“ – beispielsweise die Erde, ein Staat oder ein Lebewesen – die Struktur des Universums im Kleinen wiederhole, also die „große Welt“ spiegle. Besonders häufig gilt der Mensch oder sein Körper in diesem Sinn als Mikrokosmos, daher ist der Makrokosmos/Mikrokosmos-Gedanke ein wichtiger Bestandteil vieler anthropologischer Konzepte. Oft wird auch geltend gemacht, dass der Mikrokosmos aus denselben Elementen aufgebaut sei wie der Makrokosmos. Dahinter steht die Vorstellung einer alles umfassenden Weltordnung, eines durchgängig nach einheitlichen Prinzipien harmonisch geordneten und daher schönen Kosmos.

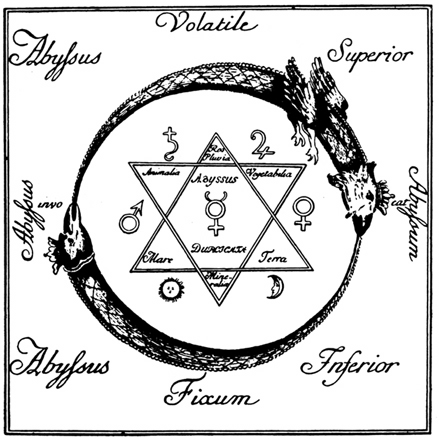
Das Zeichen des Makrokosmus nach Rudolf Steiners Erläuterungen zu Goethes Faust

In einem solchen Weltmodell sind Analogieschlüsse von einem Teil auf das Ganze oder umgekehrt grundsätzlich möglich. Dieser Überlegung folgend betrachteten zahlreiche mittelalterliche Denker den Menschen als Erkenntnisprinzip: Sie meinten, dass in der Selbsterkenntnis des Menschen zugleich eine Erkenntnis alles dessen, was überhaupt ist, gegeben sei; wer den Mikrokosmos richtig verstehe, verstehe zugleich auch den Makrokosmos. Diese These wurde von manchen Philosophen im Sinne einer „Realentsprechung“ vorgetragen, das heißt gemäß einer starken Interpretation. Diese besagt, im Mikrokosmos seien die Naturen aller Dinge gegeben, der Mensch umfasse real alle Substanzen des Makrokosmos. Nach schwächeren Versionen handelt es sich nur um eine Entsprechung „in gewisser Weise“, um eine Analogie zwischen dem Menschen und der Welt.
In Goethes Faust (Teil 1) ebenso wie im Urfaust erwähnt Faust im Monolog das Zeichen des Makrokosmos. In der Mitte des Zeichens steht der Merkur, außen herum finden sich Venus, Mars, Jupiter, Saturn, Sonne und Mond.